# 神田奈美
神田 奈美（かんだ なみ、1983年7月28日 - ）は、日本の女優、声優。岡山県玉野市出身。フリーになる前はプロダクション・タンクに所属していた。
中国短期大学幼児教育科卒業。声優塾ヴォイスアカデミー岡山、映像テクノアカデミア出身。

## 出演作品

### テレビアニメ
- ごきげん ジミー!
- 地獄少女 三鼎（女子中学生）
- 涼宮ハルヒの憂鬱 (2009年版)（会場アナウンス）
- スティッチ! 〜いたずらエイリアンの冒険〜（級友C）
- LUPIN the Third -峰不二子という女-（女生徒[2]）

### 吹き替え

#### 映画
- クラウド9（スカイ〈キアシー・クレモンズ〉）

#### ドラマ
- アーロン・ストーン
- iCarly
- オースティン & アリー（キラ）
- クリミナル・マインド FBI行動分析課
- とび蹴りアチョ〜ズ
- フォーリング スカイズ
- フラッシュフォワード

### その他テレビ番組
- エチカの鏡
- ザ!世界仰天ニュース

### ラジオCM
- コミック専門店 コミックパラダイス

### PV
- GHOSTY BLOW「チェンヂ!」

### VP
- 犯罪被害者等に関する国民一般向け啓発用教材